# Юніон Тауншип (округ Снайдер, Пенсільванія)
Юніон Тауншип (англ. Union Township) — селище (англ. township) в США, в окрузі Снайдер штату Пенсільванія. Населення — 1496 осіб (2020).

## Демографія
Згідно з переписом 2010 року, у селищі мешкало 1520 осіб у 519 домогосподарствах у складі 409 родин. Було 554 помешкання
Расовий склад населення:
| - 99,1 % — білих - 0,3 % — азіатів - 0,2 % — чорних або афроамериканців |

До двох чи більше рас належало 0,3 %. Частка іспаномовних становила 0,3 % від усіх жителів.
За віковим діапазоном населення розподілялося таким чином: 26,4 % — особи молодші 18 років, 60,2 % — особи у віці 18—64 років, 13,4 % — особи у віці 65 років та старші. Медіана віку мешканця становила 37,6 року. На 100 осіб жіночої статі у селищі припадало 109,4 чоловіків;  на 100 жінок у віці від 18 років та старших — 102,5 чоловіків також старших 18 років.
Середній дохід на одне домашнє господарство  становив 56 387 доларів США (медіана — 47 917), а середній дохід на одну сім'ю — 61 462 долари (медіана — 51 250). Медіана доходів становила 36 645 доларів для чоловіків та 30 104 долари для жінок. За межею бідності перебувало 11,7 % осіб, у тому числі 16,2 % дітей у віці до 18 років та 15,7 % осіб у віці 65 років та старших.
Цивільне працевлаштоване населення становило 718 осіб. Основні галузі зайнятості: освіта, охорона здоров'я та соціальна допомога — 18,0 %, виробництво — 15,3 %, сільське господарство, лісництво, риболовля — 14,1 %.